# 730 (Okinawa)

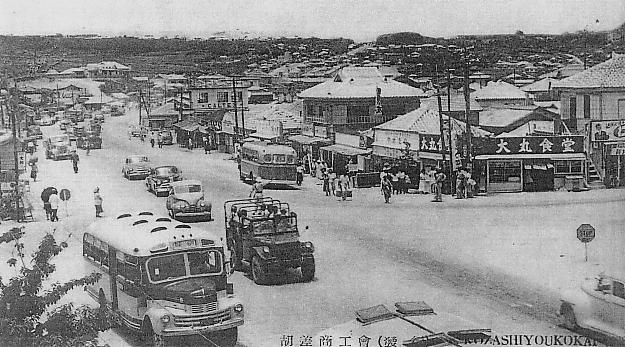
Koza, Okinawa, por volta de 1955. Os automóveis circulam à direita da via.

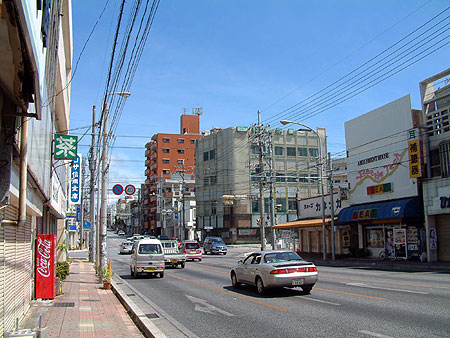
Koza, em 2008. Os automóveis circulam à esquerda.

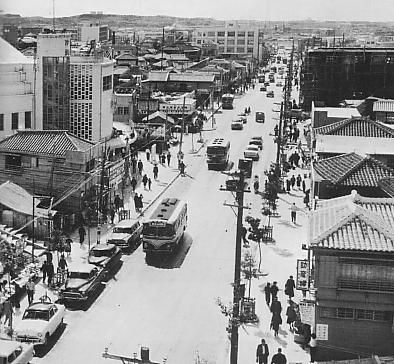
Kokusai Dori, Naha no início da década de 1950, com a circulação à direita.

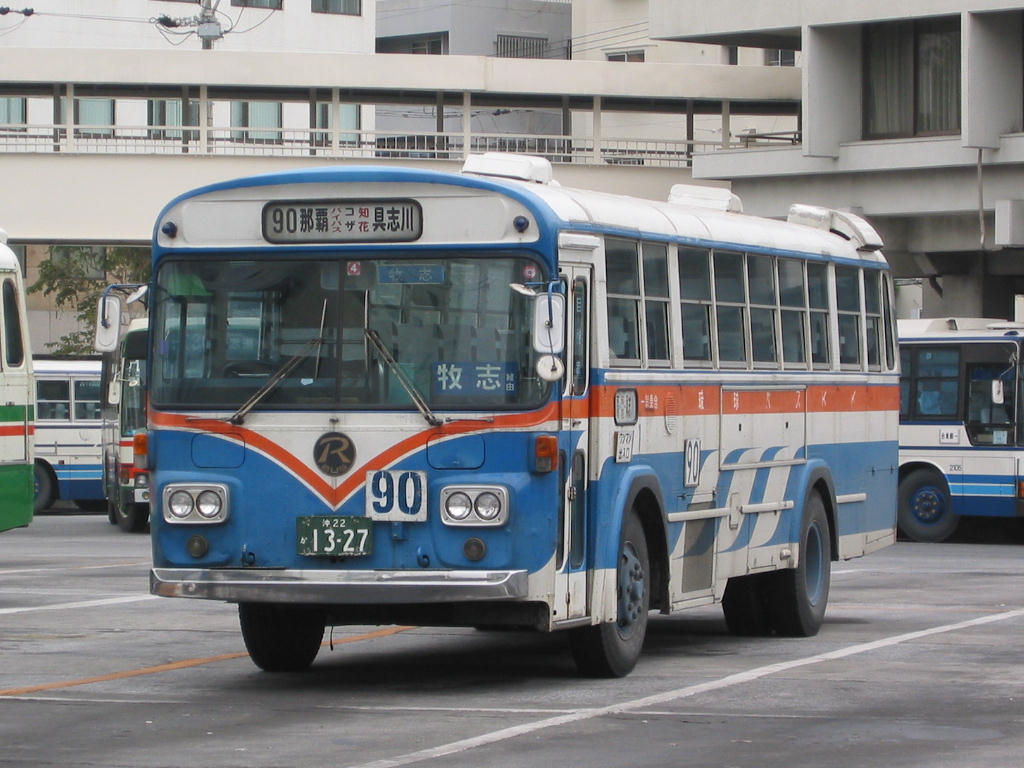
"Ônibus 730" - trazido para a mudança - da Ryūkyū Bus

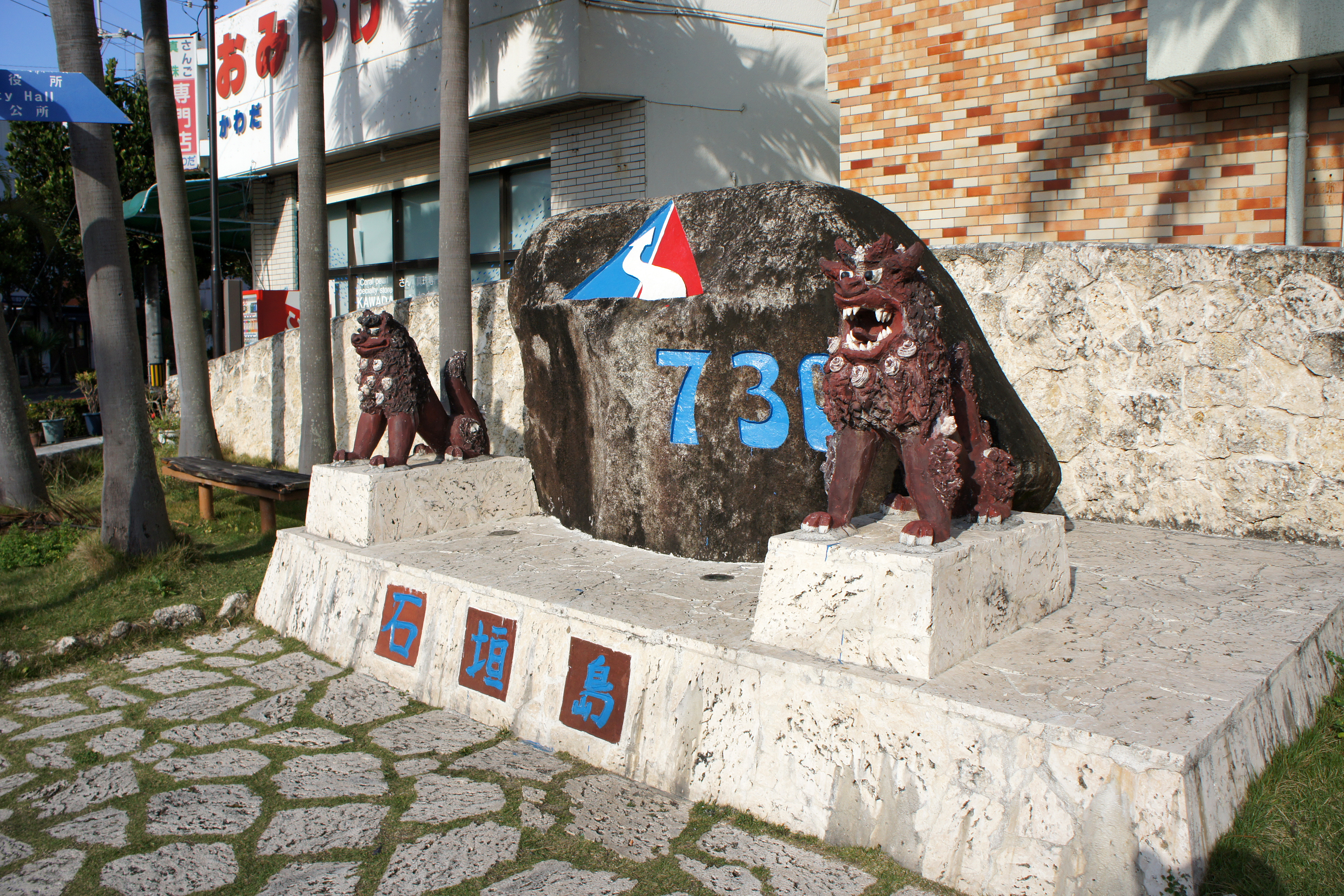
O Memorial 730, em Ishigaki.

730 (Nana-San-Maru) foi o dia 30 de julho de 1978, quando a província japonesa de Okinawa retomou a circulação pela esquerda após 33 anos circulando do outro lado.

## Precedentes
Originalmente, Okinawa dirigia no lado esquerdo das ruas, exatamente como em todo o Japão. Mas com a derrota do Japão na Segunda Guerra Mundial,  a província ficou sob o controle dos Estados Unidos, que impuseram a mudança do sentido de circulação para o lado direito das ruas em 24 de junho de 1945. Mesmo após o retorno da soberania japonesa sobre Okinawa em 1972, o tráfego continuou a ser pela direita por mais seis anos em função de problemas na transição governamental e atrasos em função da Expo '75. Entretanto, de acordo com a Convenção de Viena sobre tráfego de 1968, os países têm o direito de escolher o sentido de circulação, mas devem usá-lo em todo o seu território, o que com a volta de Okinawa à circulação pela esquerda, fez o Japão cumprir a convenção em 30 de julho de 1978. Foi uma das raras mudanças da direita para a esquerda no final do Século XX. O dia simbolizou o retorno de Okinawa ao Japão.

## A mudança
Todo o tráfego foi proibido às 22:00 de 29 de julho de 1978. Oito horas depois, às 06:00 de 30 de julho, o tráfego foi retomado, com a circulação pelo lado esquerdo das vias. As placas de trânsito foram trocadas nessas oito horas.
Como não havia agentes de trânsito suficientes na província de Okinawa para controlar o tráfego durante o dia da mudança, vários agentes de trânsito de outras partes do Japão foram levados a Okinawa.
Boa parte da nova sinalização para circulação à esquerda já havia sido instalada, mas por razões de segurança havia sido coberta. Durante as oito horas da proibição de tráfego as coberturas foram removidas e transferidas para a antiga sinalização. Esse esquema foi apelidado Esquema de Kudaka (久高方式, Kudaka Hōshiki), em função de Hiroshi Kudaka (久高弘, Kudaka Hiroshi), o oficial de trânsito da província de Okinawa que criou o esquema.
A província fez intensa publicidade acerca da mudança através da Campanha 730 (730キャンペーン), inclusive com pôsteres e anúncios na televisão. Os anúncios televisivos apresentavam Yōkō Gushiken, um famoso boxeador de Okinawa.
Em toda a província de Okinawa, do final da década de 1970 até o início da década de 1980, os veículos com volantes à direita foram frequentemente chamados de carros 730 (730車両 ou 730カー), enquanto os veículos com volantes à esquerda eram chamados de carros 729 (729車両 ou 729カー). As duas expressões hoje são obsoletas. Ainda que raros, ainda há alguns poucos "carros 729" circulando.
O governo japonês gastou 150 milhões de dólares para cobrir os gastos da província com a mudança, incluídos aí a realocação das paradas de ônibus, a confecção e a instalação das novas placas, o descarte das antigas placas, a substituição de 1 000 ônibus e 5 000 táxis, assim como a substituição das lâmpadas frontais de 300 000 veículos, que estavam voltadas para a esquerda em vez da direita. Os militares dos Estados Unidos gastaram quase 500 mil dólares para mudar a sinalização em suas próprias bases.

## Ônibus

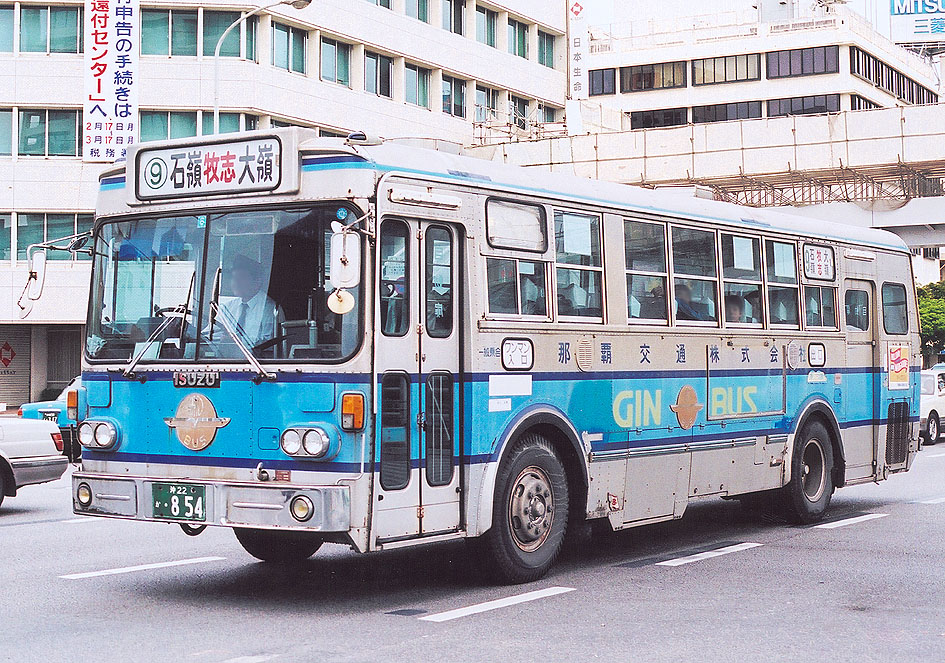
Um ônibus na cidade de Okinawa em 2019.

As empresas de ônibus locais tiveram de mudar as portas do lado direito para o esquerdo. As empresas que operavam na província Ryūkyū Bus (atualmente: Ryūkyū Bus Kōtsū), Okinawa Bus, Naha Kōtsū (atualmente: Naha Kōtsū Bus) e Tōyō Bus trouxeram mais de 1000 ônibus no total, com subsídios da província e do governo japonês. Esses ônibus em especial foram apelidados Ônibus 730 (730車両 ou 730バス),
Muitos ônibus com volantes à esquerda foram trazidos na época da Expo '75, por volta de três anos antes da mudança. Como tais veículos eram relativamente novos, alguns foram modificados para terem o volante à direita com portas à esquerda. Os demais foram vendidos a países que dirigem pela direita, tais como a China.
Muitos "ônibus 730" permaneceram até a década de 2000. A maioria deles foi aposentada até 2004. Em 2008, as empresas Okinawa Bus e Tōyō Bus preservaram, cada uma, um desses veículos, mas não os operam regularmente.

## Consequências
Houve muitos acidentes após o 730. Quando viravam num cruzamento, os motoristas frequentemente aproximavam-se pelo lado direito da rua, em vez de fazê-lo pela esquerda. Isto levou a muitas colisões frontais e laterais em cruzamentos. Um dos maiores envolveu a colisão frontal de dois ônibus.